# Antibunching

Vergleich zwischen Super-, Sub- und Poisson-Statistik bei einer Messung der zeitlichen Korrelation. Die gezeigten Linien entsprechen der Wahrscheinlichkeit einer Koinzidenz-Messung zu einem Zeitpunkt der -Achse.

Unter Antibunching wird das Vorliegen einer Sub-Poisson-Statistik verstanden. Damit verbunden ist die Vorstellung, dass einzelne Quanten nicht in Bündeln (engl. bunches), sondern einzeln gemessen werden.
Antibunching tritt z. B. bei Messung zeitlicher Korrelationen von Quantenfeldern mit Intensitätsinterferometern auf, also bei quantenstatistischen Messungen. Dabei können die Quantenfelder z. B. Photonen- oder Elektronen-Felder sein. Antibunching ergibt sich z. B. bei der Messung von Photonenfelder mit einer besetzten Mode („ein Photon“) ebenso wie bei Elektronen-Feldern. Beim ersteren wird von Photon Antibunching gesprochen, während das zweite als Fermion -Antibunching bezeichnet wird.
Da Elektronen Fermionen sind, können niemals zwei Elektronen gleichzeitig im selben Ort detektiert werden. Photonen sind Bosonen, daher kann beim Photon Antibunching eines Photonenfeldes darauf geschlossen werden, dass dessen Emitter nur einzelne Photonen erzeugt (s. Einzelphotonenquelle). Würden mehrere Moden des Photonenfeldes besetzt sein, so könnte auf Grund des Boson-Charakters Photon Bunching gemessen werden, was einer Super-Poisson-Statistik entspricht.
Wie aus den Namen ersichtlich, wird bei einer Statistik-Messung als Normal eine Poisson-Statistik gesetzt, die mit einem bestimmten Zustand des Quantenfeldes verbunden ist und minimale Varianz (im Sinne der heisenbergschen Unbestimmtheitsrelation) aufweist. Mit diesem Normal werden Felder anderer Varianzen verglichen.